# Aníbal Cibeyra
Aníbal Francisco Cibeyra (Buenos Aires, Argentina; 29 de junio de 1949) es un exfutbolista argentino. Jugaba como delantero y su primer equipo fue River Plate. Su último club antes de retirarse fue Everest de Ecuador.

## Trayectoria
Es uno de los jugadores que vistió las camisetas de los dos clubes más populares de Argentina: River Plate y Boca Juniors.
En el fútbol argentino además militó en equipos como Atlanta y Unión de Santa Fe. En total, por la primera división de Argentina jugó 102 partidos.
Con la Selección de fútbol sub-20 de Argentina fue campeón del Campeonato Sudamericano Sub-20 de 1967.
Fuera de su país jugó en clubes como Emelec y Everest de Ecuador y Junior de Barranquilla de Colombia.

### Goles olímpicos
Cibeyra en el Emelec realizó un récord histórico en el derbi ecuatoriano, el Clásico del Astillero; en 1978 anotó tres goles olímpicos en tres clásicos consecutivos. Por este particular hecho se lo considera el máximo representante cuando se habla de olímpicos en Ecuador, y su récord ha dado la vuelta al mundo.
La FIFA en un artículo en su sitio web titulado Historia y arte del ‘gol olímpico’, hace referencia al récord de Cibeyra:

"Aníbal Francisco Cibeyra, de él estamos hablando, anotó tres con la camiseta del Emelec de Ecuador… ¡en tres clásicos consecutivos contra Barcelona de Guayaquil! La hazaña, realizada en 1978, le valió un merecido apodo: El Loco de los goles olímpicos".
FIFA.com, Historia y arte del ‘gol olímpico'.

## Clubes
| Club                   | País      | Año       |
| ---------------------- | --------- | --------- |
| River Plate            | Argentina | 1967-1969 |
| Unión de Santa Fe      | Argentina | 1970      |
| River Plate            | Argentina | 1971-1972 |
| Unión Tumán            | Perú      | 1973-1974 |
| Atlanta                | Argentina | 1975-1976 |
| Junior de Barranquilla | Colombia  | 1976      |
| Boca Juniors           | Argentina | 1977      |
| Emelec                 | Ecuador   | 1978      |
| Everest                | Ecuador   | 1979-1980 |

## Palmarés
| Título              | Club                | Sede     | Año  |
| ------------------- | ------------------- | -------- | ---- |
| Sudamericano Sub-20 | Selección Argentina | Paraguay | 1967 |